# Menselijke vagina

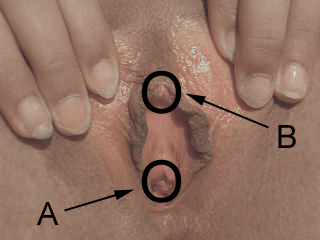
A. vaginale opening B. clitoris

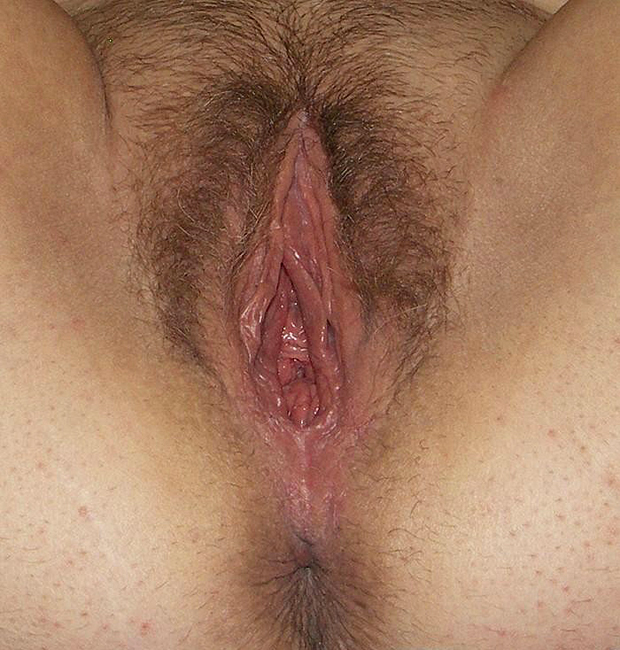
Vulva, tussen de schaamlippen is de vaginale opening zichtbaar.

De menselijke vagina of schede is de vagina bij de vrouw en is een acht tot tien centimeter lange fibromusculaire buis met gelaagd epitheel, omgeven door spieren. In ontspannen toestand is de vagina gesloten. In plaats van een buisvorm is de dwarse doorsnede dan een H-vormige spleet. Door het spreiden van de schaamlippen wordt de vaginale opening zichtbaar (zie afbeeldingen). Deze wordt anatomisch gezien begrensd door de hymenale ring: resten van het maagdenvlies (hymen).
Het schedegewelf omgeeft de baarmoederhals en vormt het andere einde van de vagina, in de buikholte. 
De vagina is bedekt met meerlagig niet-verhoornd slijmvlies. Hierdoor is de binnenkant van de vagina gewoonlijk roze, zoals alle slijmvliezen bij zoogdieren. 
De wand van de vagina wordt gevormd door een laag glad spierweefsel, daaromheen ligt gestreept spierweefsel. De musculus pubococcygeus, een bekkenbodemspier, omvat de vaginaopening en kan deze dichtdrukken.
Tussen de vaginaspierlaag en omgevende organen, zoals de blaas met urinebuis, is bindweefsel aanwezig, het paracolpium, met bloedvaten, zenuwen en bekkenbodemspieren. Tussen de endeldarm en de vagina wordt dit het septum rectovaginale genoemd. Uitwendig bevindt zich tussen vulva en anus het perineum.
Als een vrouw rechtop staat, is de vaginale buis in een achterwaarts omhoogstaande positie gericht en vormt een hoek van iets meer dan 90 graden met de baarmoeder (uterus).

## Afscheiding
In de vagina wordt afscheiding geproduceerd, de zogenaamde vaginale afscheiding (fluor vaginalis). De afscheiding bestaat uit slijm geproduceerd door de baarmoedermond (ostium uteri) en afgestoten epitheel van de vagina. Deze cellen in de vagina bevatten glycogeen. Dit wordt omgezet in melkzuur (lactaat) door de lactobacillus. Deze bacteriën, ook wel de Flora van Döderlein genoemd, houden zodoende de zuurgraad van de vagina voldoende hoog. Andere, schadelijke bacteriën overleven daardoor niet of nauwelijks en het lichaam is beschermd tegen infecties. De afscheiding is normaliter reukloos en geeft geen klachten. Daarom heet hij ook wel fluor albus (witte afscheiding, niet te verwarren met witte vloed). De hoeveelheid is afhankelijk van de menstruatiecyclus; halverwege de cyclus, rond de eisprong (ovulatie), neemt de afscheiding toe, daarna weer af.
Afscheiding kan ook toenemen bij seksuele opwinding. Door verhoogde bloedtoevoer ontstaat congestie van bloed en daardoor komt vocht door de wand van de vagina (transsudatie). Verder wordt afscheiding geproduceerd door verhoogde afgifte door de klieren van Bartholin (zie Vulva) bij de vaginaopening.

## Seksualiteit
De vagina is omrand door het maagdenvlies (hymen), een flexibel randje dat oprekt en in het geheel verdwijnt na een bevalling. 'Vlies' is hierbij echter een verkeerde benaming. Het maagdenvlies is niet gesloten; het is een randje waardoor er bloed tijdens de menstruatie naar buiten kan.
Sommige vrouwen hebben een zeer gevoelige erogene zone binnen hun vagina, genaamd de G-plek of G-spot, waarmee zij een orgasme kunnen bereiken. Voor de meeste vrouwen is echter stimulering van de clitoris nodig om tot een orgasme te komen.

## Onderzoek
Vaginaal toucher is onderzoek van de inwendige geslachtsorganen waarbij met één of twee vingers in de schede, met de andere hand op de buikwand, op de tast de grootte en ligging van de baarmoeder met de baarmoederhals worden gevoeld. Soms is het mogelijk ook iets van de eierstokken te voelen en als het onderzoek pijnlijk is kan worden bepaald waar die pijn dan zit. Met behulp van het speculum kan een arts de binnenkant van de vagina en buitenkant van de baarmoedermond inspecteren. Daarbij kan er ook een uitstrijkje van de baarmoedermond, en/of kweken van de vagina gemaakt.

## Bevalling
Tijdens een bevalling wordt de vagina opgerekt (tot wel tien centimeter in diameter), zodat de baby erdoorheen kan. Dit oprekken gebeurt door het hoofdje van de baby zelf. Na de bevalling herstelt de vagina zich tot de oorspronkelijke omvang. Als de bevalling snel gaat kan de vaginawand inscheuren doordat het weefsel niet de tijd krijgt op te rekken. Soms loopt de scheur verder over het perineum naar de kringspier van de anus, waardoor een totale ruptuur kan ontstaan. Om ernstig inscheuren te voorkomen zal men in dat geval de vagina zijwaarts richting bil inknippen zodat het niet verder kan scheuren richting anus. Dit wordt een episiotomie genoemd. Na de bevalling wordt een scheur en/of knip gehecht.

## Rol in cultuur
Vanwege de functie in de menselijke seksualiteit wordt de vagina in de meeste culturen beschouwd als een van de intieme lichaamsdelen van het vrouwelijk lichaam en wordt daarom met een zekere schroom behandeld in de dagelijkse sociale omgang. In de pornografie heeft dit geslachtsdeel juist daarom vaak een grote en expliciete rol. Zoals voor alle woorden die met seksualiteit te maken hebben zijn er in de taal vele alternatieve woorden voor vagina.

## Verder lezen
- Eve Ensler - De Vagina Monologen (The Vagina Monologues); Villard, New York, 1998. Boek van het gelijknamige toneelstuk uit 1996.
- Dan Hojer - Het vrolijke vagina-boekje; Gottmer, 2013.
- Mariah Mansvelt Beck, Sarah van Binsbergen, Meredith Greer, Emma Curvers, Persis Bekkering, Tineke Kuipers en Bregje Hofstede - V: Van Vulva tot Vagina; Pluim, Amsterdam, 2019.
- Jen Gunter - The Vagina Bible: The Vulva and the Vagina; Kensington, 2019.